# Барбакова, Наталья Александровна
Ната́лья Алекса́ндровна Барбако́ва (в замужестве Егорова; р. 26 апреля 1984) — российская спортсменка-гиревик (весовая категория до 58 кг). Победитель (2011, 2014) и серебряный призёр (2009) Кубка Европы. Победитель Чемпионата России 2014. Тренер-преподаватель детско-юношеской спортивной школы «Державы».

## Биография
С 2007 года работала проект-менеджером в НПК «Медбиофарм».
Тренер Натальи Барбаковой по гиревому спорту — Михаил Трофимов.
Мать Александры Барбаковой.

## Достижения
- Победитель Кубка Европы (2011, 2013)[4]
- Серебряный призёр Кубка Европы (2009)[5]
- Победитель Чемпионата России (рывок), (2014)
- Бронзовый призёр чемпионата России (рывок)

## Награды и звания
- Мастер спорта России международного класса[4]